# أهل مايابى
أسرة علم ومعرفة ذاع صيتها في موريتانيا وفي المشرق العربي. خرج منها علماء وفقهاء وقضاة من أشهرهم القاضي محمد فاضل بن مايابى وهو أسن أخوته وأخذوا عنه، كان قاضيا في في مدينة تكبة وأسس مدرسة في ليبيا والمتبحر العلامة حافظ الوقت محمد الخضر الشنقيطي مفتي المالكية بالمدينة المنورة وأول قاض للقضاة في الأردن وابنه محمد الأمين بن محمد الخضر بن مايأبى الذي خلفه في نفس المنصب. منهم كذلك حريريُّ زمانه حافظ المنقول والمعقول الجامع بين الشريعة والحقيقة محمد العاقب بن مايابى دفين فاس، والفقيه المحدث القارئ بالقراءات السبع محمد تقي الله بن مايابى دفين المدينة المنورة ثم أبو المواهب بخاري عصره الحافظ محمد حبيب الله بن مايابى وقدتولى خمسة منهم القضاء في مناطق مختلفة من موريتانيا مثلا في الحوض العلامة محمد الكرامي، وفي لعصابه العلامة سيدى أحمد ، 
وفي منطقة الترارزة العلامة سيدي مجمد كان مقصودا بالقضاء'والإفتاء، وفي تكانت العلامة المحدث  محمد الخضر.